# Symphytognatha gertschi
Symphytognatha gertschi är en spindelart som beskrevs av Forster och Norman I. Platnick 1977. Symphytognatha gertschi ingår i släktet Symphytognatha och familjen Symphytognathidae. Inga underarter finns listade i Catalogue of Life.